# David Suchet
David Courtney Suchet CBE (uttal: [ˈsuːʃeɪ]), född 2 maj 1946 i London, är en engelsk skådespelare. 
Suchet har bland annat spelat Hercule Poirot i den brittiska TV-serien Agatha Christie's Poirot som sändes åren 1989–2013. Han har även medverkat i andra filmer, till exempel Beslut utan återvändo (1996) och Ett perfekt mord (1998). David Suchet har medverkat i två filmversioner av Agatha Christies Tretton vid bordet: 1985 spelade han kommissarie Japp mot Peter Ustinovs Poirot och 2000 spelade han Poirot själv.
År 2012 gjorde Suchet en dokumentär om Paulus åt BBC. Två år senare gjorde han en ny dokumentär, denna gång om Petrus.
För sina insatser inom underhållning och välgörenhet tilldelades Suchet 2020 brittiska imperieorden.

## Filmografi
- 1980 – Oppenheimer
- 1982 – Ringaren i Notre Dame
- 1983 – Trenchcoat
- 1983 – Röd monark
- 1984 – Den lilla trumslagarflickan
- 1985 – Falken och snömannen
- 1985 – Gulag
- 1985 – 13 vid bordet
- 1985 – Mussolini: The Untold Story
- 1986 – Iron Eagle
- 1987 – Bigfoot och Hendersons
- 1987 – I skydd av mörkret
- 1987 – Cause célèbre
- 1989 – When the Whales Came
- 1989 – Kokerskans äventyr
- 1989 – Tredje våningen
- 1989 – En bra kväll för mord
- 1989 – Den kidnappade pojken
- 1989 – Den ödesdigra måltiden
- 1989–2013 – Agatha Christies Poirot (TV-serie)
- 1992 – One, Two, Buckle My Shoe
- 1996 – Beslut utan återvändo
- 1996 – Dödlig resa
- 1996 – Bibeln - Moses
- 1996 – Poirot: Dumb Witness
- 1997 – Sunday
- 1997 – Bibeln. Salomo
- 1998 – Ett perfekt mord
- 1998 – Seesaw
- 1999 – RKO 281
- 1999 – Wing Commander
- 2000 – Tretton vid bordet
- 2001 – Victoria & Albert
- 2001 – Svindlarens dotter
- 2002 – Live from Baghdad
- 2003 – The In-Laws
- 2003 – Foolproof
- 2003 – Henrik VIII
- 2004 – A Bear Named Winnie
- 2006 – Dracula
- 2007 – Flood
- 2008 – The Bank Job
- 2009 – Diverted
- 2010 – Going Postal
- 2011 – Lysande utsikter
- 2012 – The Hollow Crown (TV-serie)
- 2014 – Effie Gray
- 2025 – The Au Pair (TV-serie)

## Utmärkelser
- Agatha Award,  2003
- Kommendör av 2 klass av Brittiska imperieorden,  31 december 2010[3]
- Knight Bachelor

[Redigera Wikidata]